# Live at Grimey's
Live at Grimey's — концертний альбом американського хеві-метал гурту Metallica. Альбом був записаний наживо 12 червня 2008 року в The Basement, місці під New & Preloved Music Grimey в Нешвіллі, штат Теннессі, незадовго до їх появи на музичному фестивалі Bonnaroo. Він був випущений 26 листопада 2010 року. Він був випущений як на CD, так і на вінілі, і доступний в незалежних магазинах звукозапису, а також на веб-сайті групи. За перший тиждень було продано понад 3000 копій платівки.
На відміну від усіх релізів Metallica, починаючи з Death Magnetic, Live at Grimey's — це перший реліз гурту після концертного альбому S&M (1999), на якому використовується оригінальний логотип Metallica, а не більш нахилений, який використовувався для Death Magnetic.

## Трек Лист
| No.           | Title                                                                                | Length |
| ------------- | ------------------------------------------------------------------------------------ | ------ |
| 1.            | «No Remorse» (Hetfield, Ulrich)                                                      | 4:54   |
| 2.            | «Fuel» (Hetfield, Hammett, Ulrich)                                                   | 4:28   |
| 3.            | «Harvester of Sorrow» (Hetfield, Ulrich)                                             | 6:18   |
| 4.            | «Welcome Home (Sanitarium)» (Hetfield, Hammett, Ulrich)                              | 7:29   |
| 5.            | «For Whom the Bell Tolls» (The Frayed Ends of Sanity Jam — Hetfield, Burton, Ulrich) | 9:52   |
| 6.            | «Master of Puppets» (Hetfield, Burton, Hammett, Ulrich)                              | 8:45   |
| 7.            | «Sad but True» (Hetfield, Ulrich)                                                    | 5:51   |
| 8.            | «Motorbreath» (Hetfield)                                                             | 3:13   |
| 9.            | «Seek & Destroy» (Hetfield, Ulrich)                                                  | 7:51   |
| Total length: | Total length:                                                                        | 58:41  |

## Персонал
- Джеймс Гетфілд – вокаліст, ритм гітара
- Кірк Геммет – гітара, бек-вокал
- Роберт Трухільйо – бек-вокал
- Ларс Ульріх – ударні